# Епитафи у Ртарима
Епитафи у Ртарима представљају значајна епиграфска, историјска и фамилијарна сведочанства преписана са старих надгробних споменика и крајпуташа у доњодрагачевском селу Ртари, Oпштина Лучани.
Атар села Ртари простире се на јужним падинама планине Јелице. Са истока и севера граничи се са чачанским селима Риђаге, Парменац, Придворица и Паковраће, док су са запада и југа лучанска села Дучаловићи, Марковица и Зеоке.
Ртари се први пут помињу у турским катастарским пописима 1476. године као село Хртар. Село ово име носи и током 16. века. Као Ртари село се помиње 1818. године, када је припадало срезу вировском у пожешкој нахији. Од 1834. године, када је село припадало Драгачевској капетанији, дефинитивно се усталио назив Ртари.
Према Попису становништва Кнежевине Србије) из 1863. године, Ртари су припадали дучаловићкој општини, а крајем 1895. године бројили 499 становника, од којих 59 
писмених (2 жене).
О старом насељу сведоче темељи неке грађевине, по народном предању цркве на брду Мрамор, по чему се овај потес назива „Црквине”.. Садашњи становници Ртара потомци су досељеника из времена пре Првог и после Другог српског устанка. Јован Ердељановић је 1898/99. године забележио да се за најстарије породице у Ртарима сматрају Недовићи, Јелесијевићи, Ђунисијевићи и Вранићи.

## Камени летопис Ртара
У књизи „Камени летопис Ртара” аутора Радисава Недовића објављени су преписи са свих  надгробника у Ртарима - од најстаријих, па све до половине 1990-их, када је књига објављена. Аутор, који је анализирао садржај надгробних натписа, наводи да они садрже доста биографских података, уз често навођење друштвеног положаја покојника и њихове личне врлине. На извесном броју надгробника каменоресци и родбина покојника исписивали су песнички интониране епитафе, посебно младима и деци.

## Гробља у Ртарима
У Ртарима постоје три активна гробља, као и известан број напуштених фамилијарних гробаља и појединачних места сахрањивања који се налазе на Клику; поред пута ка Вранића кућама; у Макишевини; на имањима породица Крунић и Недовић; на Мрамору (где је по предању некада постојала црква); на Вишњицама; у Клисури; на Глогу, на Ртарском пољу („Вељов гроб”) итд.
По предању, на потесу Гробови изнад Вранића кућа и као више других локација широм Ртарског поља сахрањени су Турци изгинули у борбама са устаницима у мају 1815. године, након битке на Љубићу.
Три активна ртарска гробља су Рајковача, Буковац и Врањача. 

### Гробље Рајковача
Рајковача је највеће гробље у Ртарима. Налази се крај пута који води из Чачка преко Тијања за Гучу. Овде су сахрањивани чланови фамилија Петровић, Бојовић, Ђунисијевић, Сретеновић, Крловић, Никетић, Томовићи (из Клисуре), Недовићи, Вранићи, Милошевићи, Обрадовићи, Василијевићи, Радосављевићи, Раденковићи, Мићовићи, Стојановичи, Мирковићи и други који гравитирају овом заселку. На гробљу Рајковача сачуван је знатан број старих надгробника из 19. и прве половине 20. века. Најстарији датирани споменик подигнут је Марку Обреновићу (†1843), али није искључено да је овде било и старијих споменика. Уочљиво је да гробље је добро одржавано, с пијететом према прецима. 

### Гробље Буковац
Гробље Буковац налази се у центру Ртара, испод кућа Недовића и Крунића, крај пута који се од Јелице спушта ка ртарском пољу. Ту су некада били објекти земљорадничке задруге и школе. У односу на Рајковачу, Буковац је знатно мање гробље. Овде се сахрањују чланови фамилија Недовић, Томовић, Крунић, Скелић, Тодоровић, део фамилије Маринковић и других које овде гравитирају. На гробљу је очуван релативно велики број старијих надгробника. Најстарији датирани споменици подигнути су Вучићу Недовићу, Томанији Ивановић и Митру Павловићу (из фамилије Крунић) 1838. године. Петнаестак старијих споменика је без натписа.

### Гробље Врањача
Гробље Врањача налази се на планини Јелици, у западном делу села, на самој граници Ртара и Паковраћа. У непосредној је близини „Локве”, куда пролази пут Чачак-Марковица-Лучани. На Врањачи су сахрањивани чланови родова Јелисијевић, Пауновић, Милутиновић, Томовић и Гавриловић, као и чланови данашњих фамилија који гравитирају ка овом заселку. Најстарији датирани споменици подигнути су Милану Јелисијевићу и Сретену Гавриловићу, обојици преминулим 1842. године.

### Гробље на Милошевића Клику
Остаци старог, напуштеног гробља налазе се на Клику изнад кућа Милошевића, према Вранићима. Сматра се да је последње сахрањивање овде обављено 1862. године. Очувана су само четири споменика, а на основу великог броја уломака може се закључити да је гробље некада било знатно веће.

### Усамљени надгробници
Топоним „Вељов гроб” односи се на место страдања Велисава Јелисијевића који је према архивским извештајима сачуваним Међуопштинском историјском архиву у Чачку овде 1845. године несрећним случајем погинуо, а вероватно и сахрањен. У Ртарима постоји још усамљених надгробника или сећања на њих, углавном везаних за период Првог и Другог светског рата.

### Крајпуташи у Ртарима
Обичај постављања крајпуташа у Ртарима је започео после Првог светског рата. Осим на раскрсницама и крај путева, војницима чија су тела остала на далеким ратиштима помени су писани и на споменицима чланова најуже фамилије. Поједини крајпуташи су накнадно преношени на гробља. Споменици тројици браће Мирковића на Калемима и крајпуташ Здравку Милошевићу у Мрави на путу Чачак-Тијање у потпуности су уништени, тако да их је 1995. године у Ртарима било укупно 12.
- Крајпуташи Ковачевићима

### Спомен-обележја
У Ртарима постоји више спомен-обележја подигнутих изгинулим ратницима и страдалницима из Првог и Другог светског рата. Споменик у знак сећања на бој у Ртарима у Другом српском устанку подигнут је 2007. године.

## Каменоресци из Ртара
Велики број споменика на ртарским гробљима клесали су најбољи Драгачевски каменоресци, на челу са чувеним Радосавом Чикиризом из села Рти. У првим деценијама 20. века каменорезачким пословима - ручном израдом и украшавањем надгробних споменика, као и израдом млинског камења бавили су се Љубомир Недовић (1853-1920) и Ђурђе Томовић (1862-1920).